# 皇家广场 (南特)

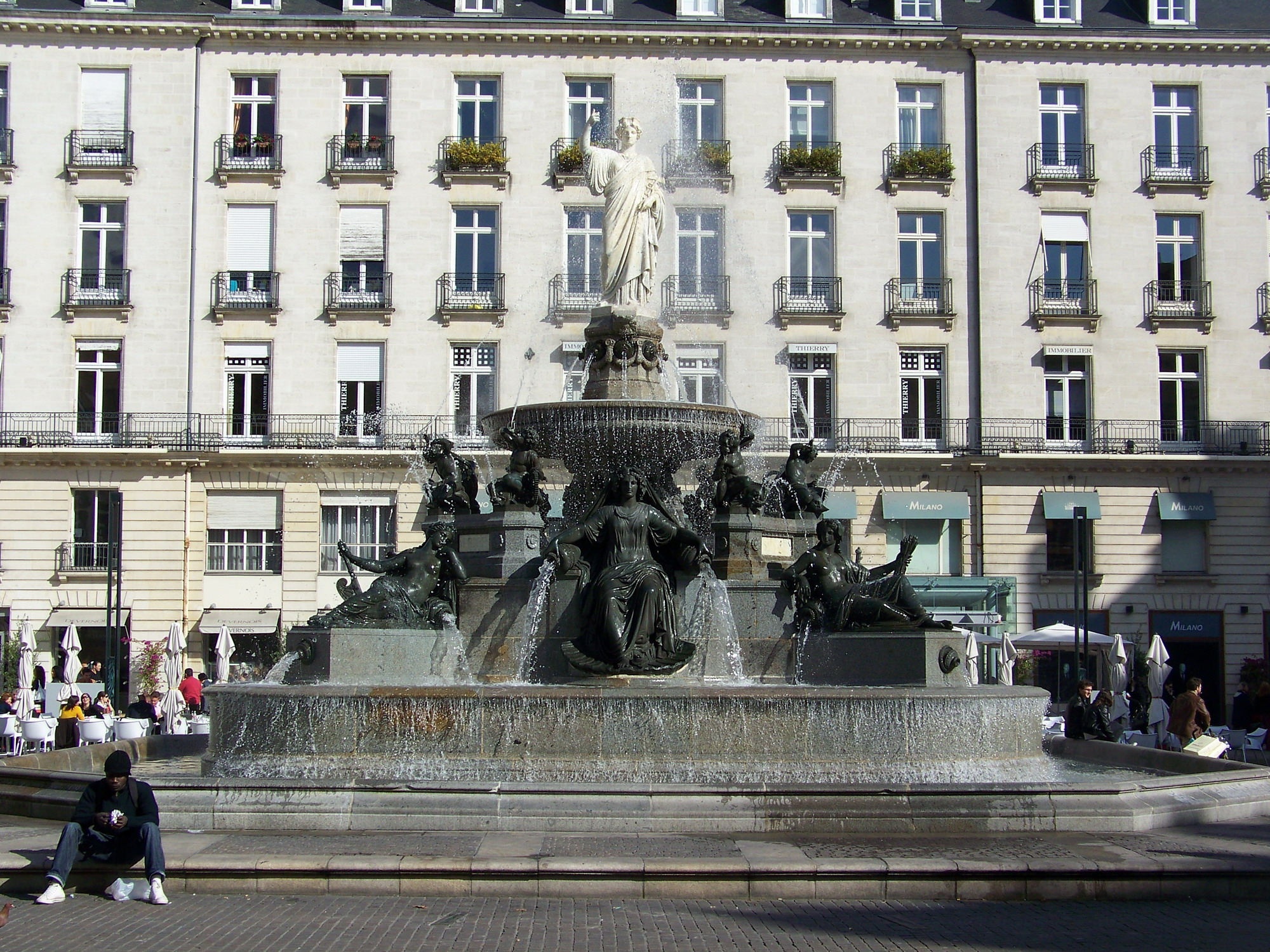

皇家广场（Place Royale）位于法国南特市中心，1788年由建筑师马蒂兰Mathurin Crucy设计，符合立面对称的古典主义原则。Crucy还设计了Graslin广场，经克雷必伦街与皇家广场相通。
广场中心是城市的象征，一个巨大的喷泉，建于1865年，象征着河流和南特的海运事业，以及港口在城市经济中的重要作用。南特城被描绘为一名加冕女子，观看着卢瓦尔河及其支流。雕塑的作者也设计了波默海耶廊街的楼梯。

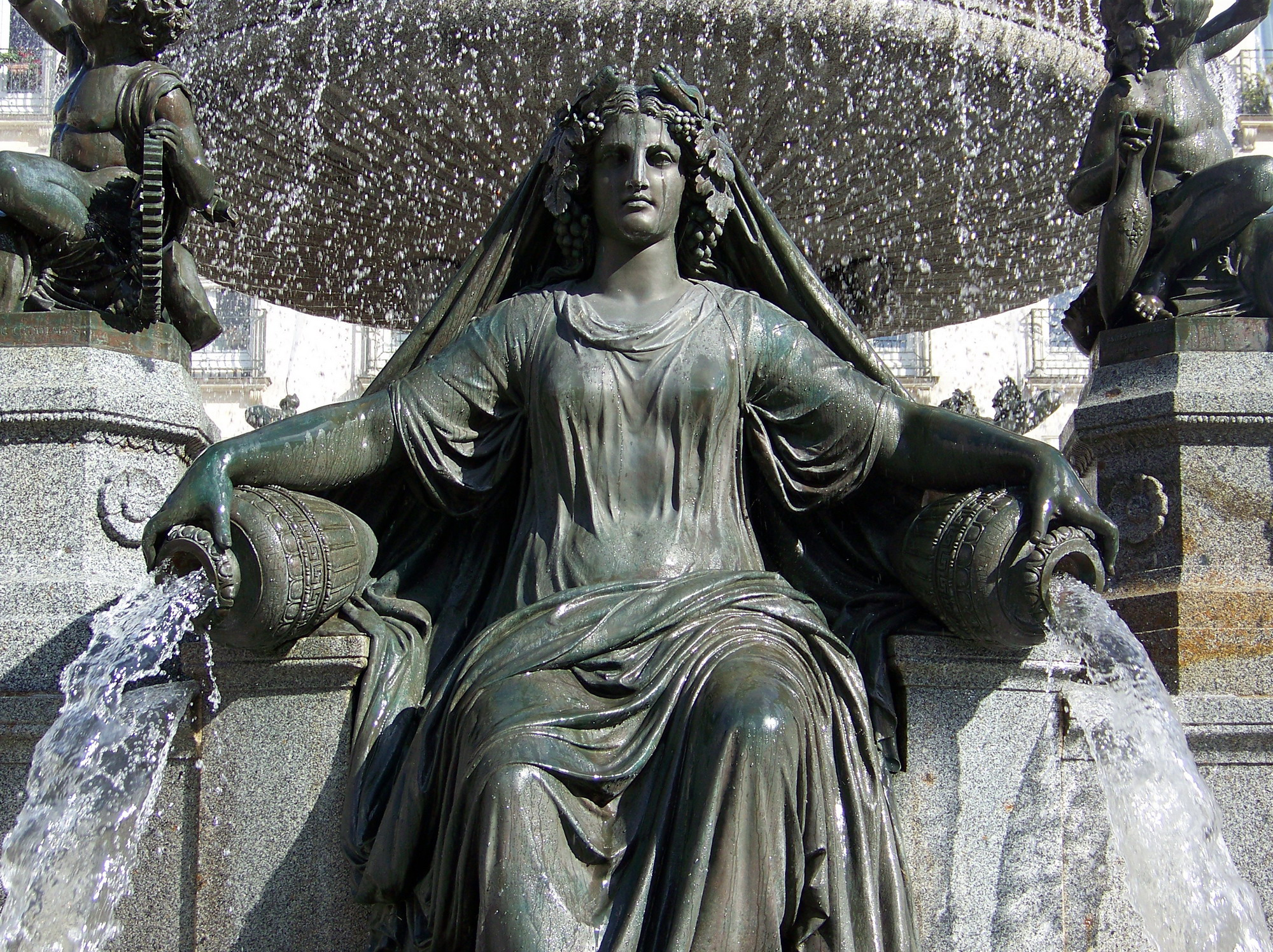
卢瓦尔河雕塑

二战期间，该广场及喷泉曾遭轰炸破坏，战后修复。